# Imminence
Imminence är ett svenskt rockband verksamt inom genren post-metalcore.
Bandet, som numera är baserat i Malmö, grundades 2010 i Anderslöv utanför Trelleborg, men har i sin nuvarande konstellation varit aktivt sedan 2012. Imminence består av sångaren Eddie Berg (som även skriver bandets texter), gitarristerna Alex Arnoldsson och Harald Barrett, basisten Max Holmberg samt trummisen Peter Hanström.  
2013 fick bandet kontrakt med We Are Triumphant Records, en underetikett till det Chicagobaserade skivbolaget Victory Records, och samma år släpptes bandets första EP Return to Helios. I september 2014 följde debutalbumet I.  Kort efter att detta släppts åkte Imminence ut på sin första Europaturné. 2015 fick bandet kontrakt med Arising Empire.
Våren 2015 började bandet experimentera med akustiska versioner av några av sina låtar, och tog under inspelningsprocessen hjälp av producenten Simon Peyron – till vardags sångare i bandet Outtrigger. Resultatet blev en tvåspårig singel med de akustiska låtarna "Wine & Water" (som fanns med på debut-EP:n Return to Helios) samt "A Mark On My Soul" (som på albumet I heter "Last Legs"). Till var och en av de akustiska låtarna valde bandet även att spela in en video, båda regisserade av sångaren Eddie Berg. 
I samband med singelsläppet åkte Imminence ut på sin andra Europaturné.

## Medlemmar
Ordinarie medlemmar
- Harald Barrett – gitarr (2010–idag)
- Eddie Berg – sång (2010–idag)
- Alex Arnoldsson – gitarr (2010–idag)
- Peter Hanström – trummor (2012–idag)
- Christian Höijer -  basgitarr (2018-idag)

Tidigare medlemmar
- Max Holmberg - basgitarr (2015-2018)

- Fredrik Rosdahl – basgitarr (2012–2014)

- Nicolas Jakobsson - basgitarr (2010-?)

## Diskografi
Studioalbum
- 2014 – I
- 2017 – This Is Goodbye
- 2019 – Turn The Light On
- 2021 – Heaven in Hiding
- 2024 – The Black
- 2025 – The Return of The Black

EP
- 2012 – Born Of Sirius
- 2013 – Return to Helios
- 2015 – Mark on My Soul

Nyinspelningar
- 2024 – The Reclamation of I (Nyinspelning på I)

Singlar
- 2014 – The Seventh Seal
- 2014 – 86
- 2015 – A Mark on My Soul
- 2015 – The Sickness
- 2016 – Can We Give It All
- 2018 – Paralyzed
- 2019 – Infectious
- 2019 – Saturated Soul
- 2021 – Temptation
- 2021 – Ghost
- 2021 – Chasing Shadows
- 2021 – Alleviate
- 2022 – Tentación
- 2022 – Heaven in Hiding (akustisk)
- 2022 – Alleviate (akustisk)
- 2022 – Ghost (akustisk)
- 2023 – Jaded
- 2023 – Come Hell or High Water
- 2023 – Desolation
- 2023 – Heaven Shall Burn
- 2023 – Death by a Thousand Cuts
- 2024 – Continuum
- 2024 – The Black
- 2025 – Death Shall Have No Dominion
- 2025 – God Fearing Man